# Georg Holdenried
Georg Holdenried (* 15. September 1905 in Partenheim; † 6. November 1965) war ein deutscher Politiker und Landtagsabgeordneter der Kommunistischen Partei Deutschlands.

## Leben und Beruf
Nach dem Besuch der Volksschule war er als Fabrikarbeiter, Hilfshandwerker und Lagerist bei den Farbenfabriken Bayer beschäftigt. Mitglied der KPD wurde Holdenried 1928. Während des Dritten Reiches saß er sechs Jahre und acht Monate in Schutzhaft wegen Vorbereitung zum Hochverrat. Nach Kriegsende war er Mitglied im Betriebsrat der Bayer-Werke.
Von 1945 an war Holdenried Mitglied im Stadtrat der Stadt Leverkusen. Vom 10. Oktober 1949 bis zum 4. Juli 1954 war er Mitglied des Landtags des Landes Nordrhein-Westfalen. Er rückte jeweils über die Reserveliste seiner Partei in das Parlament ein.